# Linnaea borealis
Linnaea borealis es una especie de planta de flor de la familia  Caprifoliaceae. Hasta el 2013, era la única especie del  género Linnaea.  Es un subarbusto pequeño de los bosques boreal a subártico, comúnmente llamada flor gemela.
Esta era la planta favorita de Carl Linnaeus, fundador del sistema moderno de nomenclatura binomial, en cuyo honor se designó el género.

## Descripción
Las hojas miden menos de 1 cm de largo, con unos pocos dientes poco profundos en la mitad superior. Los tallos perennes de la Linnaea borealis son delgados, pubescentes y postrados, con un crecimiento de 20 a 40 cm, hojas ovaladas perennes redondeadas de 3 a 10 mm de largo y de 2 a 7 mm de ancho. Los tallos florales se alzan erectos con una leve curvatura, de 4–8 cm de altura, y no tiene hojas, excepto en la base. Las flores son pares, colgantes, de 7–12 mm de largo, con una corola rosa pálida de cinco lóbulos.

## Taxonomía
Linnaea borealis fue descrita formalmente por primera vez por Carl Linneo en 1753 en Species Plantarum.  Era entonces la única especie en el género Linnaea. El nombre del género había sido usado anteriormente por el botánico holandés Jan Frederik Gronovius, y se le dio en honor a Linneo. Linneo adoptó el nombre porque Linnaea borealis era su planta favorita.
Se considera que Linnaea borealis es una sola especie circumboreal , con tres subespecies generalmente reconocidas:

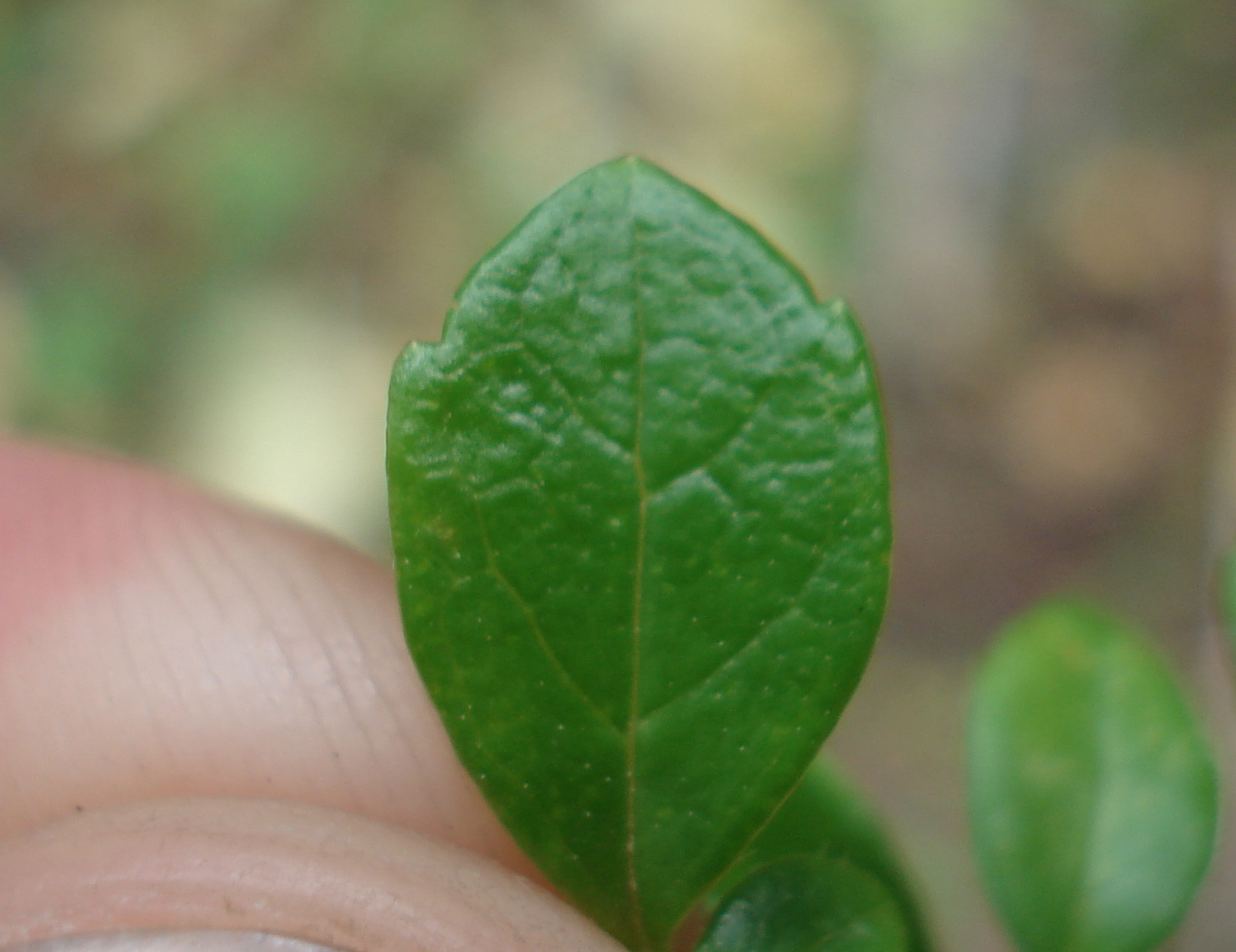
Las hojas miden menos de 1 cm de largo, con unos pocos dientes poco profundos en la mitad superior.

- Linnaea borealis subsp. borealis - Europa
- Linnaea borealis subsp. americana - América del Norte (anteriormente clasificada como la especie Linnaea americana )
- Linnaea borealis subsp. longiflora - Asia y el oeste de América del Norte (desde Alaska hasta California )

La designación "flor gemela" para Linnaea borealis se refiere a las flores pareadas de la planta.